# Luch (relojes)
Luch (Луч en bielorruso, con el significado de rayo o haz de luz) es una marca de relojes producida por la Planta de Relojes de Minsk OJSC, la única fábrica de relojes localizada en Bielorrusia. La decisión de construir la planta se tomó en 1953 y, a partir de 1955, se produjeron relojes en Minsk, incluyendo las marcas Luch, Zarya y Vympel. Desde 2010, la empresa suiza Franck Muller es un importante inversor en la Planta de Relojes de Minsk.

## Orígenes
A principios de los años 1950, la industria relojera en la Unión Soviética estaba formada por trece fábricas de la Industria Relojera Principal del Ministerio de Ingeniería Mecánica. En 1950 se produjeron 7,5 millones de relojes y en 1953 ya fueron 12,5 millones, de los que 4,6 millones eran relojes de pulsera.

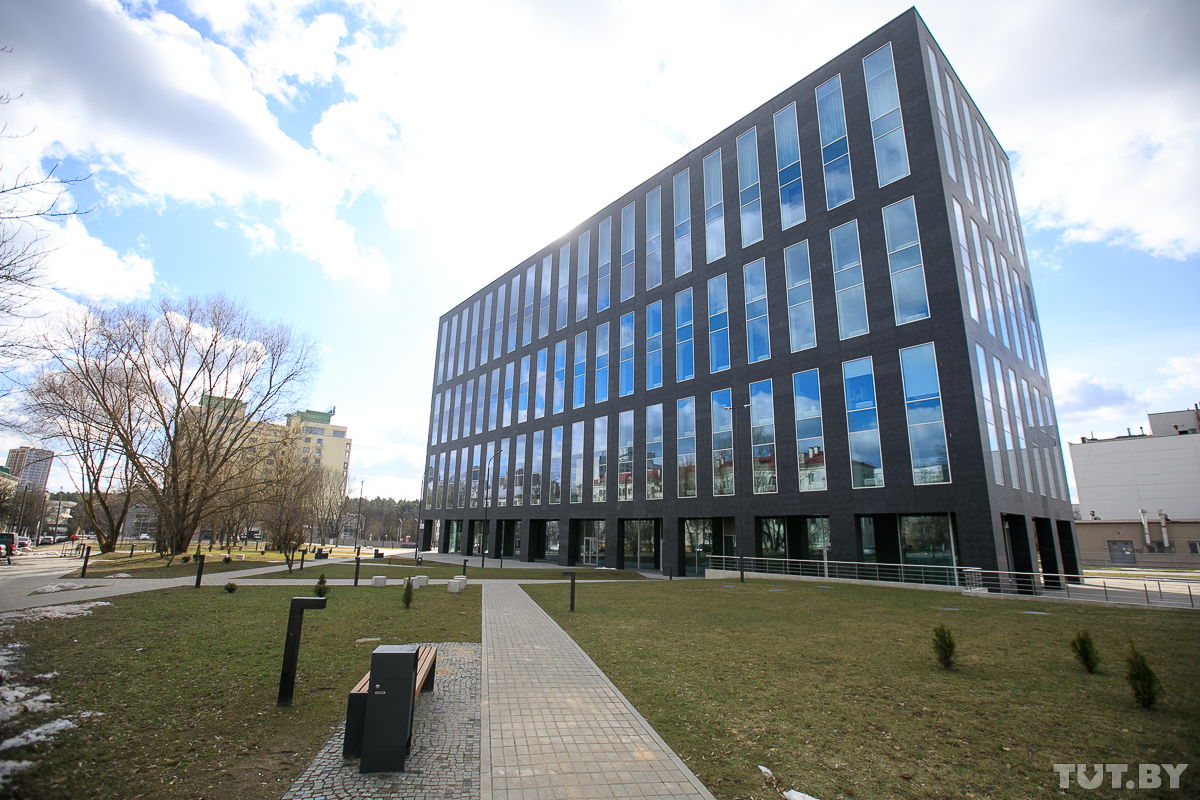
Nueva factoría de Minsk

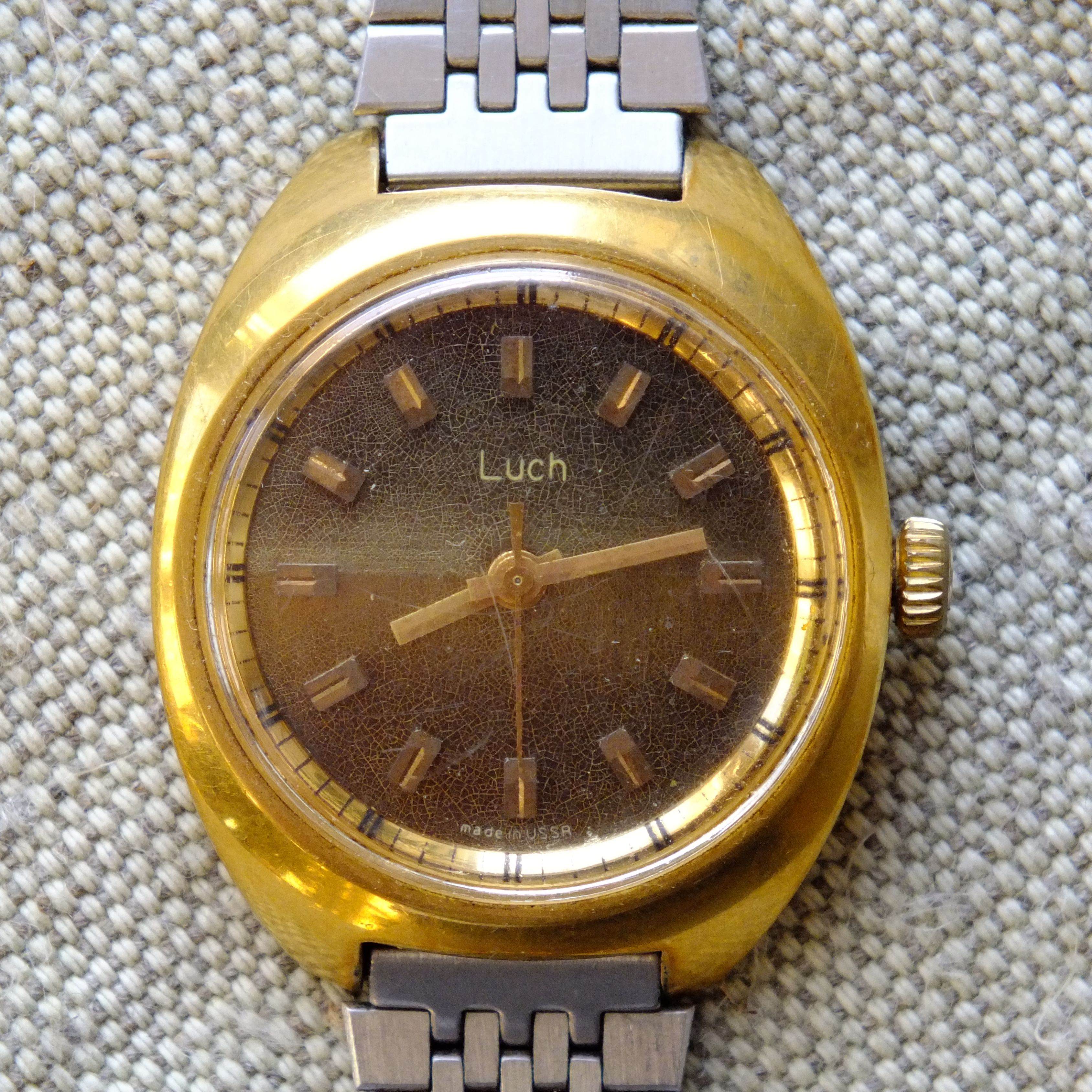
Reloj de mujer "Luch" (URSS, 1983)

Existía una necesidad urgente de ampliar la gama y aumentar la producción de relojes de pulsera y de bolsillo. La resolución número 1134 del Сonsejo de Ministros de Bielorrusia, suscrita el 22 de septiembre de 1953, marcó el inicio de la creación de la industria relojera en la antigua república soviética.

### Construcción de la factoría
Obra de los arquitectos Iván Ivánovich Bovt, Serguéi Borisovich Botkovsky y Nuta Shpigelman, el edificio principal de la factoría se convirtió en el primer edificio industrial de varios pisos completamente diseñado en Bielorrusia.
La construcción de la planta comenzó a finales de 1953 y estuvo plagada de las dificultades propias de la posguerra, como la escasez de trabajadores, de materiales y de equipos. Por ello, la primera especialidad de muchos relojeros fue la de obreros de la construcción.
A mediados de 1955, según la planificación prevista, finalizaron los trabajos de construcción e instalación en el primer edificio, y el 24 de noviembre de 1955 la Fábrica de Relojes de Minsk pasó a formar parte de las empresas operativas. El plan para la edificación de la nueva planta también incluía la construcción de viviendas y de otras instalaciones sociales y culturales: jardines de infancia y guarderías, un campamento de pioneros, un centro cultural e instalaciones deportivas. Ya en 1954 se inició la construcción de un edificio de 95 viviendas en la avenida Stalin (actual avenida de la Independencia).
Por orden de la planta N° 27 de fecha 24.01 1978, se puso en funcionamiento el edificio de producción nº 7 y, de acuerdo con la decisión del director de la factoría, en la primera y en la tercera planta del edificio se asignaron áreas de producción para el departamento de microelectrónica y para los laboratorios.
El edificio de la Fábrica de Relojes de Minsk es uno de los más reconocibles de Bielorrusia. Su famosa torre, que pasó a formar parte del conjunto de la avenida principal de la capital, fue construida en 1988. Un año más tarde, se instalaron en ella cuatro relojes con esferas de 6 metros de diámetro. La longitud de las manecillas de los minutos es de 2 metros. Además, cada uno de ellos estaba formado por tres piezas, dado que era imposible fabricarlos íntegramente en el taller de la fábrica.
Los cuatro cronómetros de la torre funcionan con mecanismos independientes, desarrollados en la asociación de producción Sapphire, con sede en Ereván. El aspecto exterior de los relojes también fue ideado por los diseñadores de la firma.
En la noche de 1988-1989, los bielorrusos contaban los últimos minutos hasta la medianoche en la televisión, que emitía imágenes del reloj Luch situado en la torre.

## Producción de relojes

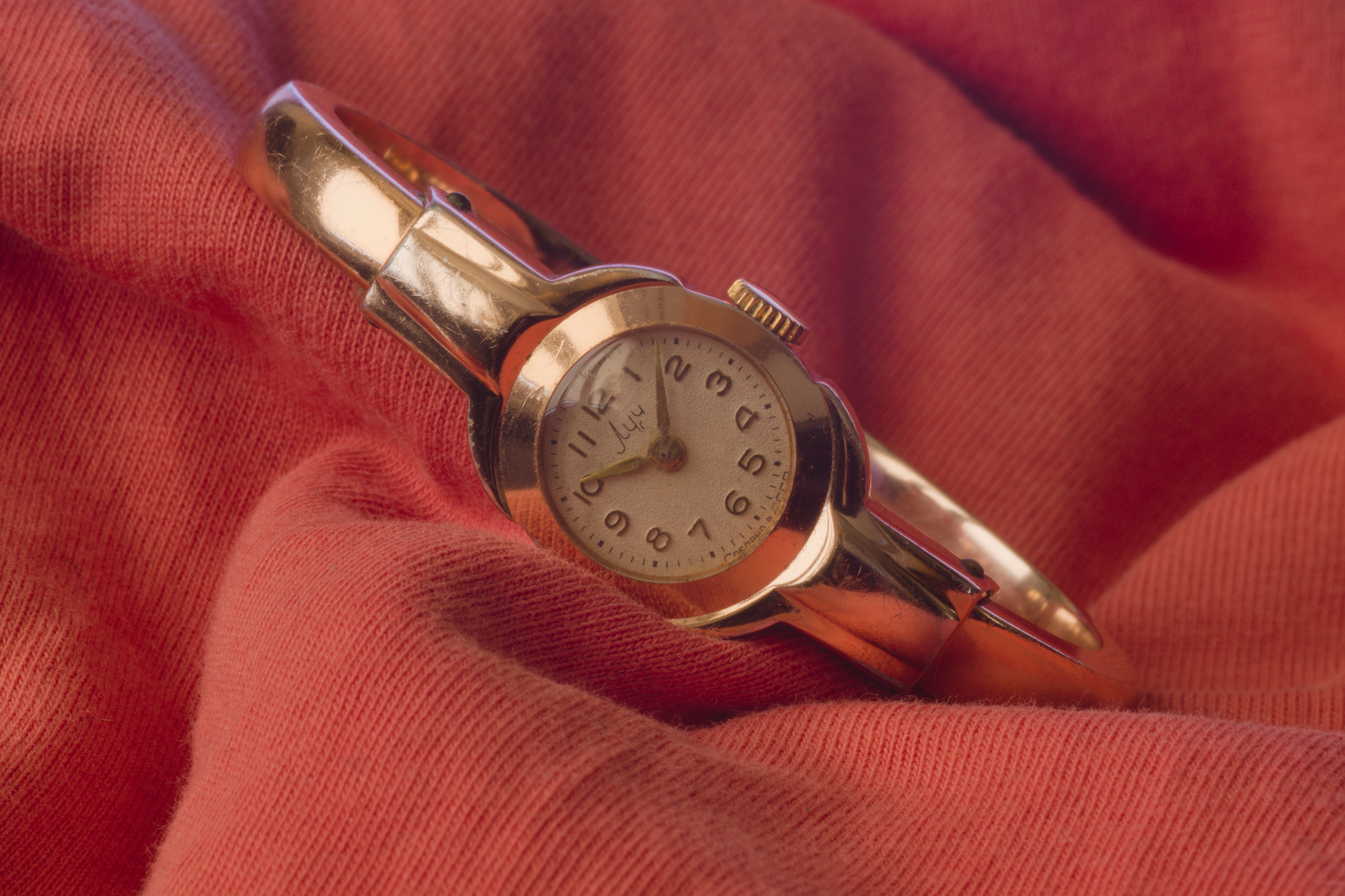
Reloj Luch

La planta ha mantenido el ciclo completo de producción de relojes, incluyendo la manufactura de sus propios movimientos.

## Colecciones
Luch ha producido las siguientes colecciones:
- "One hand watch" (reloj de una sola aguja)
- "Retro" (modelos de la década de 1960 con una interpretación moderna)
- "Ceramic" (reloj de metal cerámico, fabricado con materiales hipoalergénicos)
- "Ego": reloj mecánico con caja de acero, cristal de zafiro y tapa trasera transparente
- "Volat": reloj con cronógrafo, resistente al agua, cristal de zafiro y acero inoxidable
- "Tweed": reloj con despertador y correa de tweed

## Cadena de tiendas Luch
En 2018, Bielorrusia contaba con 14 tiendas Luch, siete de ellas ubicadas en Minsk.

## Producción no esencial
La Planta de Relojes de Minsk OJSC también produce equipos para fines técnicos industriales.